# Dagwoods
A Dagwoods egy gyorsétterem-hálózat, üzletei Kanadában, a Montréali agglomerációban találhatók. Szendvicseket, friss zöldségeket és sajtokat árusít, azokat a helyszínen készíti el. Ezenkívül a kenyér is mindig helyben, az eladás napján van sütve. A vállalatot 1989-ben alapították Dollard-des-Ormeaux-ban, azóta üzleteik száma 20-ra növekedett. Nyitvatartási idejük általában reggel 11 és este 10 óra között van. Ennek folyományaképp ebédre és vacsorára alkalmas menüket árusítanak; reggeli nincs a kínálatukban. Fő kínálatukon kívül még kekszféléket, csilit, savanyúságot, leveseket, illetve hideg és meleg italokat is árusítanak. 2005-től pirítósokkal bővítették a kínálatukat. Az étteremlánc különlegessége a Dagwoods szósz, amely bármilyen szendvics kiegészítője lehet, akár mustárral kombinálva. A hálózat alapítója Spiro Kralis; a nyitástól 2003-ig az egész működő láncot ő irányította. Ezután azonban franchise rendszerben kezdte azokat működtetni. A cég legnagyobb riválisa jó ideig a Subway volt; manapság azonban főként a Quizno's és a McDonald’s ellen verseng, mióta azok is forgalmaznak szendvicseket.